# الکساندر سوماروکوف
الکساندر پتروویچ سوماروکوف (به روسی: Алекса́ндр Петро́вич Сумаро́ков) شاعر و نمایشنامه نویس روسی که به تنهایی در نتیجه کمک به میخائیل لومونسوف برای راه اندازی کلاسیسیسم در ادبیات روسیه، تئاتر کلاسیک در روسیه را ایجاد کرد.

## اپرای لیبرتی
اولین اپرای روسی اثر سوماروکوف که توسط آهنگساز ایتالیایی فرانچسکو آرایا تنظیم شده‌است. این اپرا در ۷ مارس ۱۷۵۵ در سن پترزبورگ به روی صحنه رفت. اپرای دوم با متن روسی توسط هرمان روپاچ تنظیم شد.